# 朱毅 (1898年)
朱毅（1898年12月5日—1977年8月14日），原名李德纯，湖北省汉阳县合贤乡（今武汉市蔡甸区玉贤镇铁李村）人。中国共产党高级领导干部。

## 生平
生于贫农家庭。1926年在廣東公立醫科大學学习，参加北伐战争，任教导团卫生队队长、第十四军军医院院长等职。1927年大革命失败后，脱离军队，前往日本明治大学学习经济。九一八事变后回国，与陈嘉佑、程潜等一道推动“广东王”陈济棠反蒋。
1937年抗战爆发后，任第一战区司令长官程潜的秘书。不久，程潜兼任河南省省长，委任李德纯为信阳县县长。
1945年抗战胜利后，朱毅任中共华东局财经委员会副主任兼副书记、兼财政部部长、兼山东矿业公司经理。1947年2月根据中央指示，华东局派遣朱毅到大连组建弹药生产基地，进行军工生产。朱毅当即带一批干部和资金日夜兼程赶到大连，1947年7月1日创建“大连建新公司”，由朱毅任经理，副经理由张珍、晋察冀中央局派来的江泽民（即汽车工业专家“老江泽民”）担任。成立“华东局财委驻大连工作委员会”，统一领导华东各个地区在大连设立的机构，工委书记朱毅，工委委员李竹平、曹鲁、周嘉琳、朱宏升等。1948年秋，中央军委电令，建新公司改属军委领导，委托东北军区军工部代管，朱毅任东北军区军工部第九办事处主任，李一氓任政委。在公司建立了“建新技术学院”，他自兼院长。主要培养公司所属各厂的干部，并招收部分学生。按照罗荣桓的指示：建新公司“规模大，条件好，技术高”，应抓紧对大连军工的指导，1948年5月伍修权到大连检查建新公司工作，落实年产20万枚七五山炮弹的生产任务。华东野战军司令员陈毅给旅大地委书记韩光写亲笔信表示感谢。1948年12月13日，朱毅到河北省平山县西柏坡参加第二次全国兵工会议。其间，朱德总司令和开会的代表共进午餐时，恰巧与朱毅等同桌。朱德总司令对朱毅说：“你们建新公司做的炮弹，在几个战场都用上了，前方反映很好。”刘少奇副主席接见朱毅时说：“大连建新公司支援人民解放战争，工作做得很好，中央很满意。”1949年1月，淮海战役胜利结束，华东野战军副司令员粟裕在总结淮海战役胜利原因时说：“华东地区的解放，特别是淮海战役的胜利，离不开山东的小推车和大连的大炮弹。”贺龙在参观了大连军工生产后评价：“看了你们的军工，我的腰杆也硬了。”
中华人民共和国成立后，朱毅回到武汉任中南军政委员会重工业部部长、后任工业部副部长。政务院财经委员会重工业组副组长，西北行政委员会地方工业局副局长，中华人民共和国地方工业部机械局局长。1958年年满60岁，患肝炎、高血压等疾病，改任国务院参事室副主任。

## 家人
夫人陶涛（1917年8月19日——2013年4月5日），原名萧如琴，广东潮阳县和平镇人，生于上海，中华人民共和国石油化学工业部副部长、中华人民共和国化学工业部副部长。第三届、第六届全国人大代表，第七届全国政协委员。